# اکتشاف آفریقا

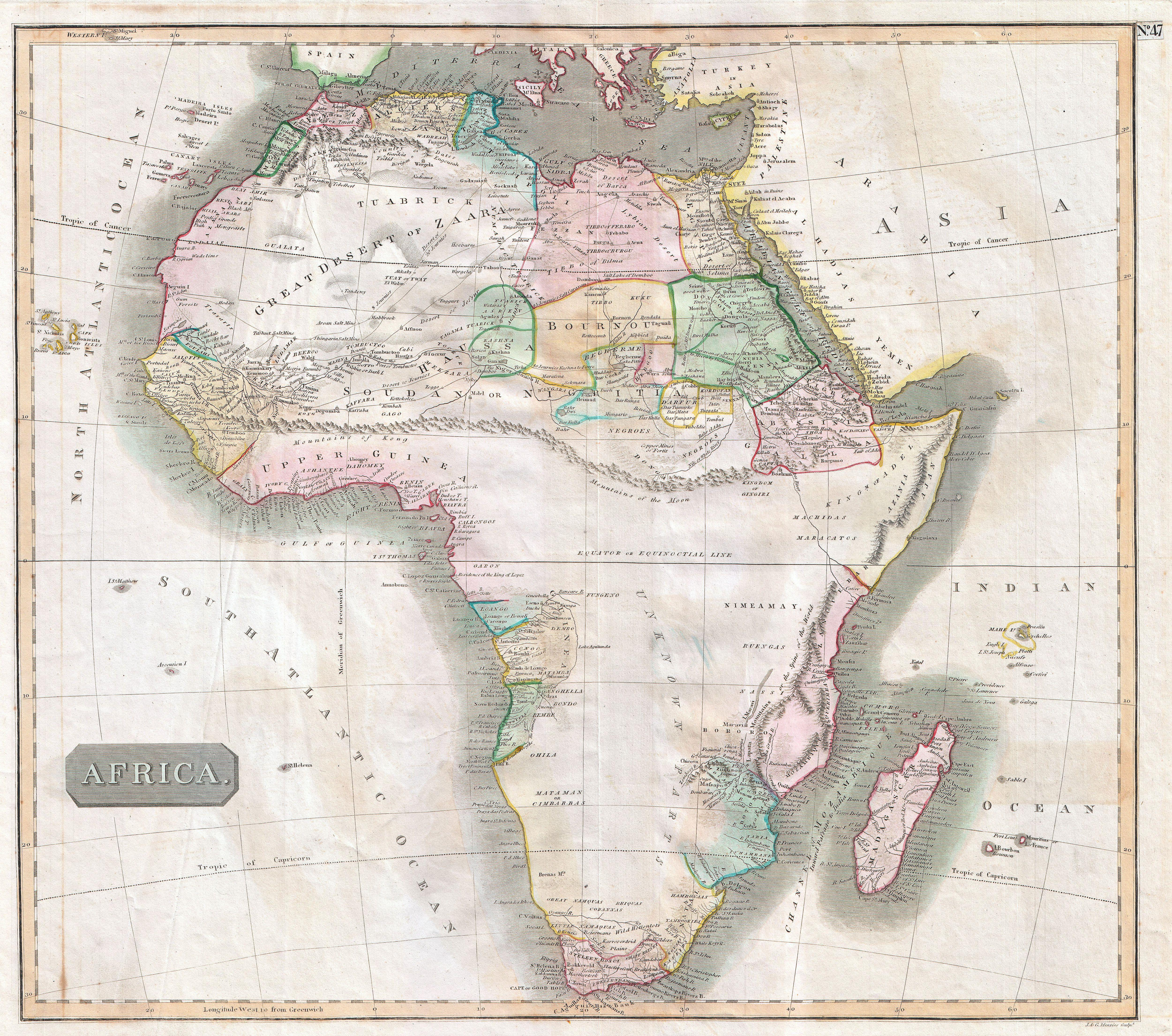
نقشه آفریقای تامسون - سال ۱۸۱۳

اکتشاف آفریقا (انگلیسی: Exploration of Africa) جغرافیای شمال آفریقا از زمان اروپای دوران قدیم به خوبی شناخته شده بود. شمال‌غربی آفریقا (مغرب) به عنوان لیبی یا آفریقا شناخته می‌گردید، در حالی که کشور مصر، به عنوان بخشی از آسیا در نظر گرفته شده بود. اکتشاف کشورهای جنوب صحرای آفریقا با عصر کاوش قرن پانزدهم ارتباط دارد. هنری دریانورد از کشور پادشاهی پرتغال، یکی از پیشگامان آغاز این عصر اکتشاف بود. بارتولومئو دیاس نخستین فردی بود که در تاریخ ۱۲ مارس ۱۴۸۸ توانست به دماغه امید نیک برسد. پیشگامی این موضوع پست‌های پادشاهی در تمام سواحل آفریقا برای بررسی و استعمار دنیای جدید بود، اکتشاف داخلی آفریقا بیشتر از هر چیز دیگر، نتیجهٔ عملِ تاجرانِ بردهٔ عرب بود که با فتوحات مسلمین در سودان آغاز گردید و به دنبال آن، شبکهٔ گسترده‌ای را پدیدآورد که در طول قرون ۱۵ تا ۱۸ میلادی، به حمایت از سلسله حکمرانی‌هایی با عنوان پادشاهی ساحلیان پرداختند. در آغاز قرن ۱۹، دانش جغرافیایی اروپا از کشورهای داخل و جنوب صحرای آفریقا هنوز محدود و ناشناخته بود.

## نگارخانه

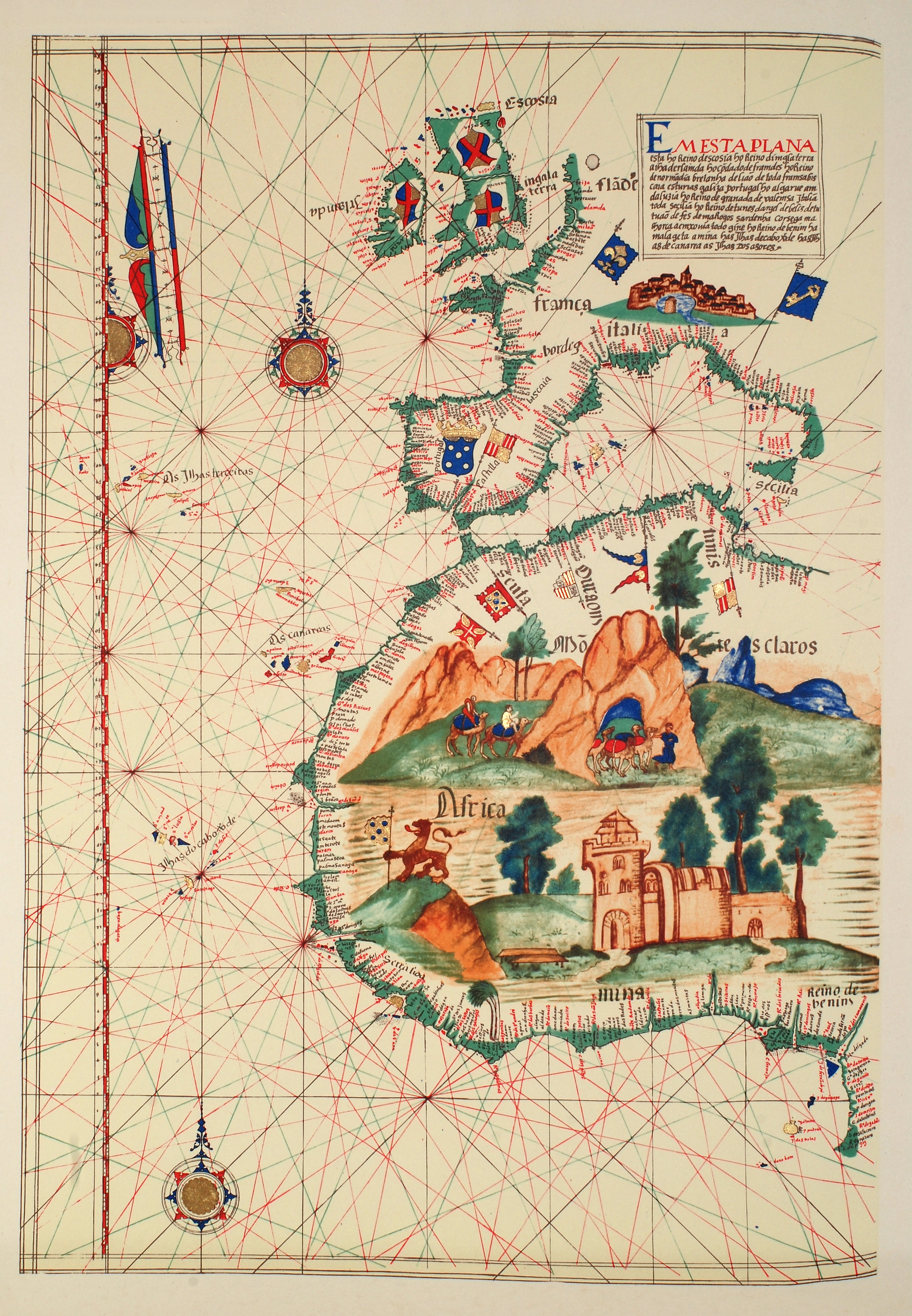
نقشه آفریقای غربی از لازارو لوئیس، سال ۱۵۶۳، قلعه بزرگ در غرب هم نشان‌دهنده سائو خورخه‌دا مینا است
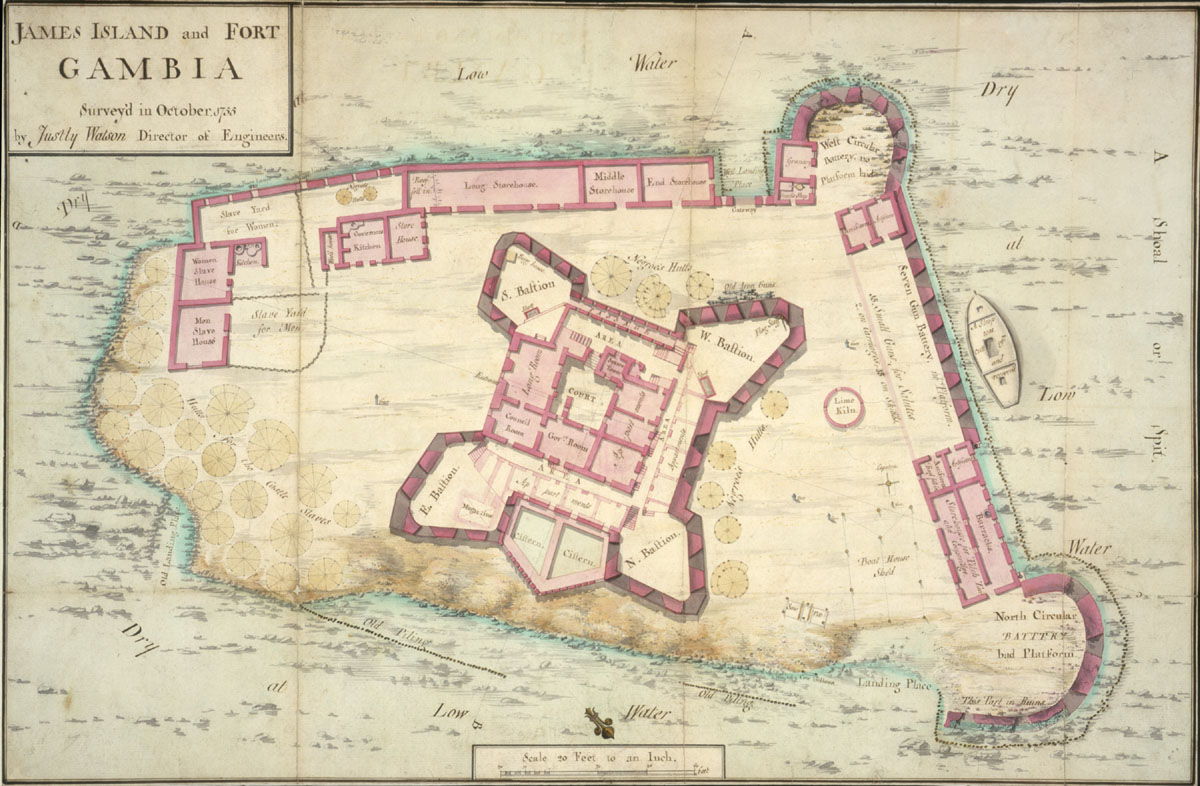
نقشه فورت جیمز (گامبیا)
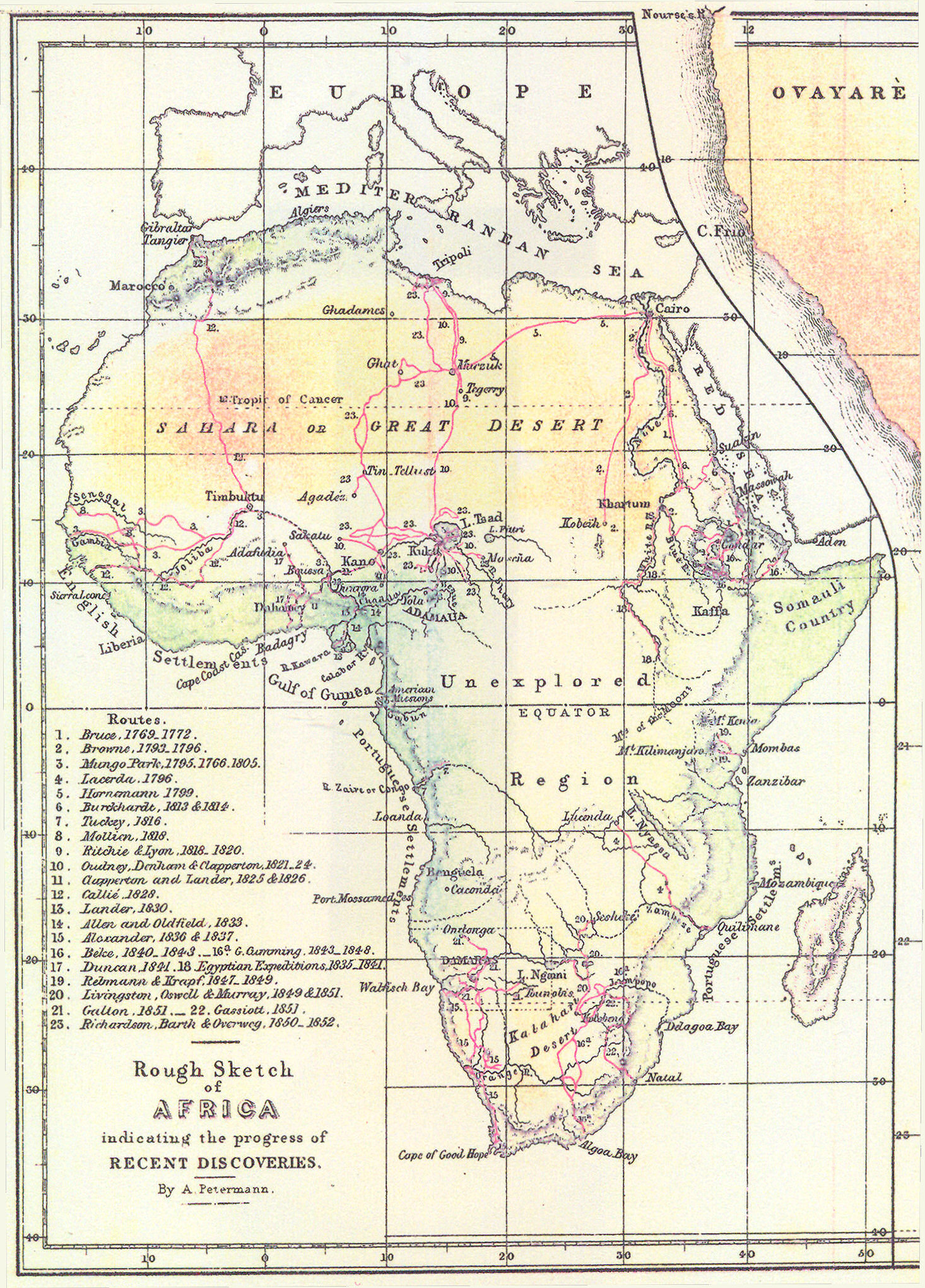
مسیرهای حرکت کاشفان اروپایی به آفریقا، سال ۱۸۵۳
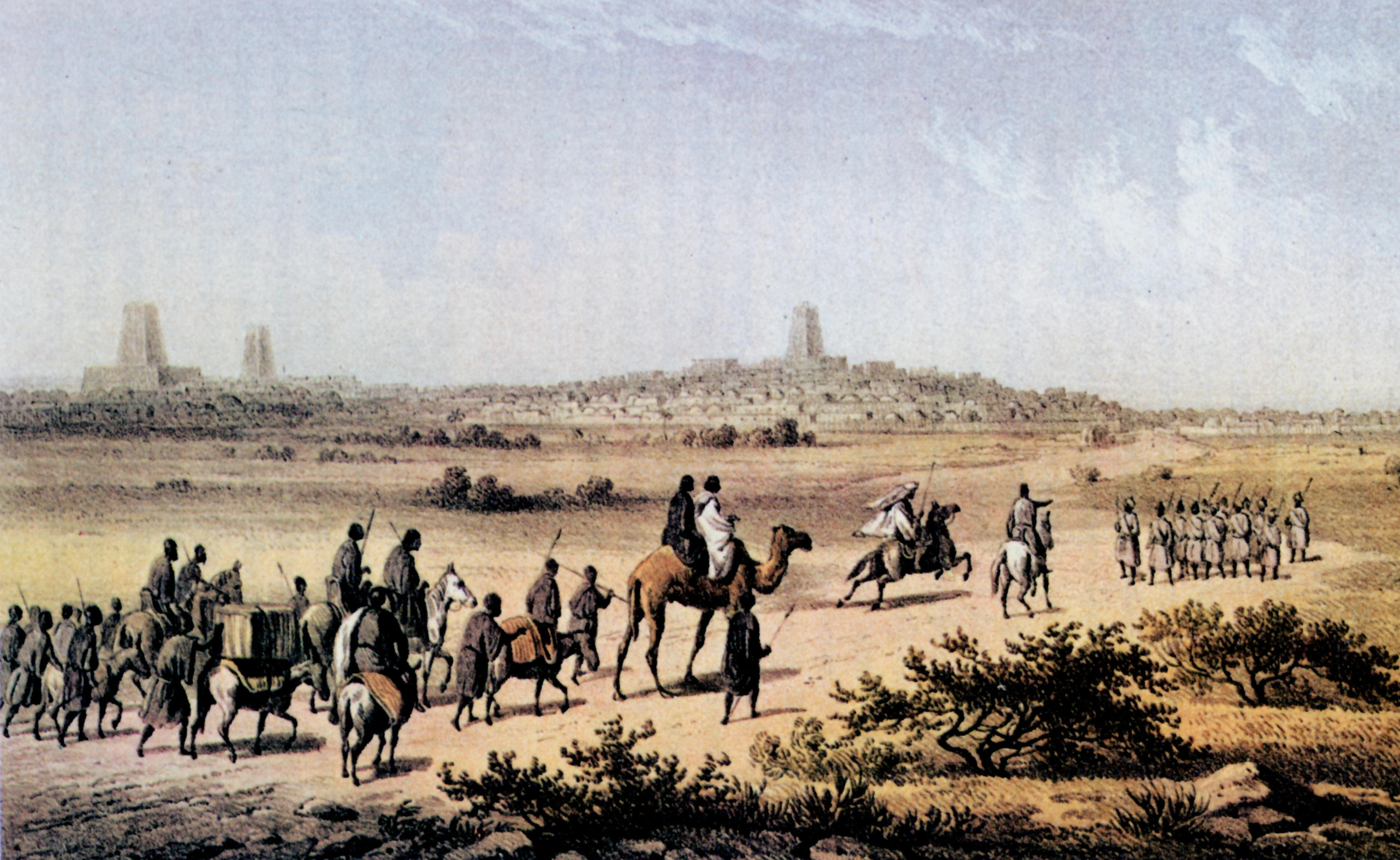
هاینریش بارت، نزدیک تیمبوکتو در سال ۱۸۵۳
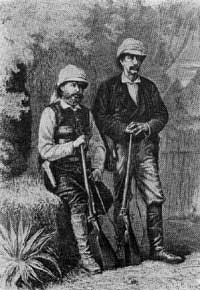
کاپلو و ایوانز
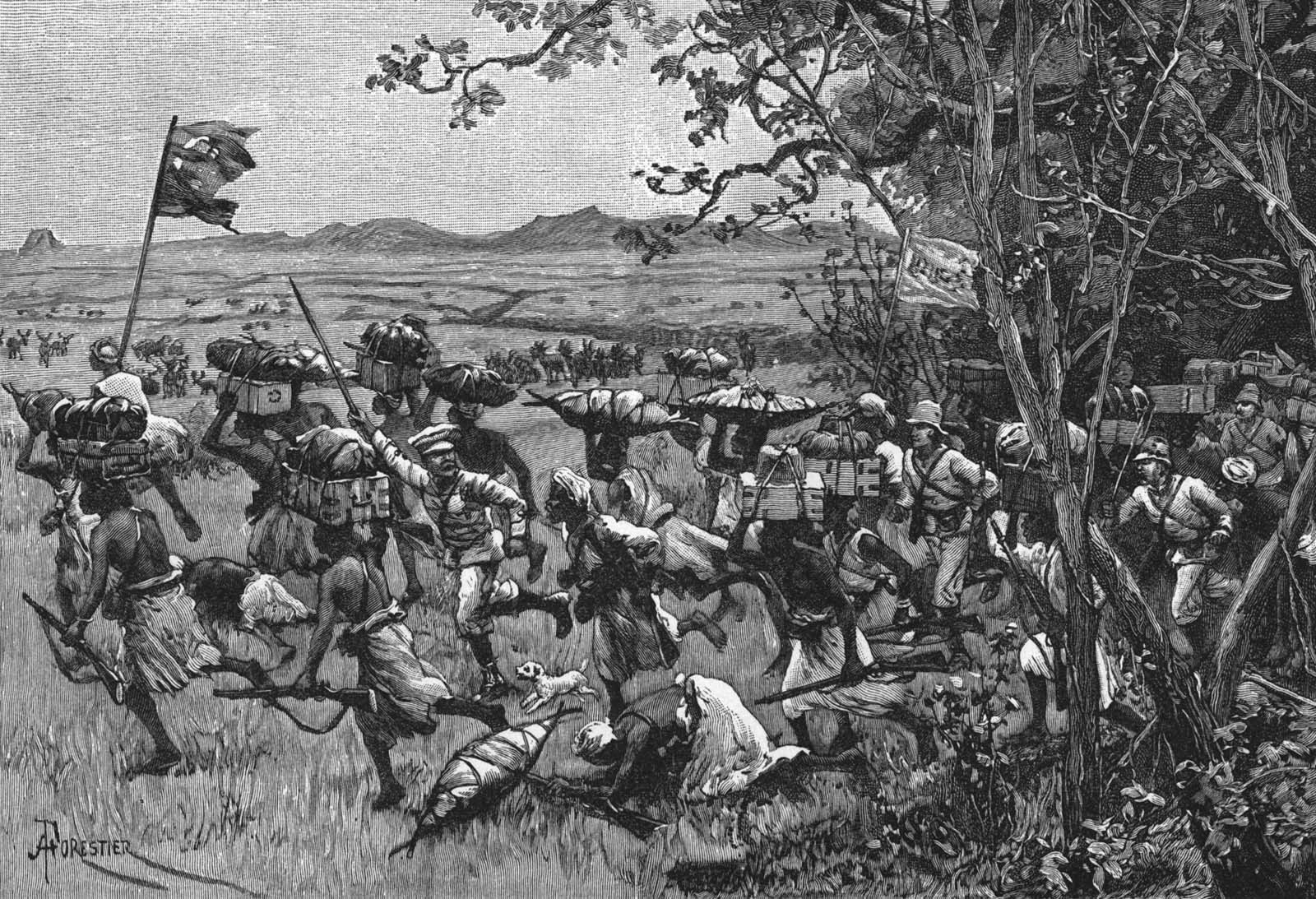
گروه اعزامی امین‌پاشا